# Araneus hampei
Araneus hampei este o specie de păianjeni din genul Araneus, familia Araneidae, descrisă de Simon, 1895. Conform Catalogue of Life specia Araneus hampei nu are subspecii cunoscute.